# Турсун Мухаммад-хан
Турсун Мухаммад-хан (каз. Тұрсын Мұхаммад хан; род. 1562, Казахское ханство — 1627, Ташкент, Казахское ханство) — казахский военачальник, султан, претендовал на пост хана Казахского ханства, однако впоследствии потерпевший поражение от Есим-хана.

## Биография
Турсун султан являлся сыном султана Жалыма. Он был примерно на 3 года старше хана Есима. При возведении на престол Есима в 1598 году Турсун не претендовал на этот титул. Но, став известным и популярным в народе после победоносных войн против Бухарского ханства, освобождения южных казахских родов от бухарского подданства чингизид султан Турсун вскоре провозгласил себя ханом Казахского ханства и начал чеканить от своего имени монеты. Будучи независимым от Казахского ханства хана Есима, дважды давал клятву верности хану Есиму, но оба раза нарушал ее. Его главной опорой был род катаган. Чтобы не давать повода к гражданской войне среди единого народа, хан Есим признал хана Турсуна равноправным с собою правителем. В 1627 году Есим выступил в поход против калмыков (джунгар). Воспользовавшись отсутствием хана Есима, Турсун хан нарушил перемирие, в целях объединить Казахское ханство захватил вторую столицу Казахского ханства город Туркестан. Есим хан после возвращения из похода объявил войну Турсунхану. В окрестностях Шымкента состоялось Сайрамское сражение, Турсун хан был разгромлен. Весь род катаган Есим хан приговорил к уничтожению, этот род распался, часть этого рода вошла в состав узбеков, другая часть спаслась войдя в состав уйгуров в Восточном Туркестане, оставшаяся часть вошла в состав казахов под наименованием рода шанышкылы. Разгром Турсунхана в истории сохранился под названием «Катаганское побоище». По итогам этого похода Есим-хан ликвидировал Ташкентское казахское ханство и включил его в состав единого Казахского ханства.

## Борьба с Есим ханом
Несмотря на усилия Есима по улучшению отношений с Турсуном, столкновение интересов становится неизбежным. После факта вероломства Есим решительно вступает в новую фазу открытой борьбы. Турсун хан внезапно захватывает столицу Казахского ханства Есим хана  Туркестан, в то время, когда последний, собрав войско, отправился покорять беспокойных калмаков. Однако для Турсуна этот поход стал началом конца. Между казахами началась гражданская война, Турсунхан воевал с Есимханом, они встретились на поле боя возле поселения Сайрам. Сайрамское сражение выиграл Есимхан, Турсунхан бежал со своим окружением, через некоторое время приближенные Турсуна умертвляют его и в обмен на свою свободу выдают его тело Есимхану. Разобравшись с политическими оппонентами, Есим приказывает перебить всех представителей рода катаган, которые активно поддерживали Турсун хана. По степным обычаям, мужчина чей рост выше колеса восточной арбы (высота приблизительно 1,5 метра) подвергался казни. Женщины, старики и дети оставшиеся после казни рослых мужчин остались в составе казахского народа под новым названием "шанышкылы". Массовое уничтожение целого рода по воле одного человека явилось одним из страшных эпизодов средневековой истории казахов. Отправив голову Турсуна к его злейшему врагу Имамкули-хану, Есим в ответ получает грамоту признание о том, что ему навечно передаются бразды правления над некоторыми присырдарьинскими городами.

## Оценки личности Турсун-хана

### Общественное мнение в Казахстане
В массовом восприятии Турсун-хан нередко представляется как узурпатор, мятежник или самозванец. Это мнение во многом сформировалось под влиянием традиционного исторического нарратива, который преимущественно отражает позицию победившей стороны. Как отмечают современные исследователи, подобный подход не всегда объективен: в ряде случаев правители, проигравшие в политической борьбе, впоследствии получают негативную репутацию, вне зависимости от их реальных намерений или политической легитимности. Турсун-хан мог оказаться в числе таких фигур — его образ был сформирован скорее исходя из исхода конфликта, чем из беспристрастной оценки его действий и роли.

### В глазах историков
Нарративное мнение о Турсун-Мухаммеде как о «вероломном узурпаторе» не всегда отражает реальное положение дел. Историки предлагают более объективный взгляд на его фигуру.
Историк Р. Д. Темиргалиев считает, что негативный образ Турсун-Мухаммеда сложился из-за его поражения в борьбе с Есим-ханом. Он указывает, что Турсун хан при жизни намеревался посадить Абульгази-хана на хивинский престол при поддержке ойратов, а сам Абулгази в течение двух лет жил у него в Ташкенте. Нарушив прежние договорённости, Есим-хан организовал набег на ойратов, поход Есима был попыткой провокации Турсун-Мухаммеда для развязывания войны с ним. Есим, в случае «вероломного нападения» Турсун-Мухаммеда, оставался бы в глазах своих подданных как пострадавшая сторона и «гази» (воин за веру), в то время как Турсун-Мухаммед был бы «вероломным» правителем, заключившим союз с неверными (калмаками).
Другой Казахстанский историк: Ж. М. Сабитов отмечает:

«Неудача в борьбе с Есим-ханом привела к тому, что мы воспринимаем Турсун-Мухаммеда в негативном свете, хотя объективно говоря, по своим политическим установкам и личным качествам Турсун Мухаммед не отличался особым «вероломством», а был среднестатистическим представителем Казахской аристократии. После смерти Турсун-Мухаммеда, его дети принимали активное участие в политической жизни Казахского ханства».